# The Absent-Minded Waiter
Pour plus de détails, voir Fiche technique et Distribution.
The Absent-Minded Waiter est un court-métrage américain réalisé par Carl Gottlieb en 1977.

## Fiche technique
- Titre : The Absent-Minded Waiter
- Réalisation : Carl Gottlieb
- Scénario : Steve Martin
- Production : William E. McEuen
- Société de production : Paramount Pictures et Aspen Film Society
- Pays :  États-Unis
- Genre : Comédie
- Durée : 7 minutes
- Pays :  États-Unis
- Date de sortie : 
  -  États-Unis : 13 août 1977

## Distribution
- Steve Martin : Steven
- Buck Henry : Bernie Cates
- Teri Garr : Susan Cates
- Ivor Barry : Carl
- Naomi Stevens : Naomi
- Dan Barrows : Cook #3
- Peter Elbling : Cook #1
- Kurt Taylor : Cook #2

## Distinction
- 1978 : Nommé à l'Oscar du meilleur court métrage en prises de vues réelles